# Les Conquérants (film, 1932)
Pour plus de détails, voir Fiche technique et Distribution.
Les Conquérants (The Conquerors) est un film américain réalisé par William A. Wellman, sorti en 1932.

## Fiche technique
- Titre original : The Conquerors
- Titre français : Les Conquérants
- Réalisation : William A. Wellman
- Scénario : Robert Lord
- Photographie : Edward Cronjager
- Montage : William Hamilton
- Musique : Max Steiner
- Production : David O. Selznick
- Société de production : RKO Pictures
- Pays d'origine : États-Unis
- Format : Noir et blanc - 1,37:1
- Genre : western
- Date de sortie : 1932

## Distribution
- Richard Dix : Roger Standish / Roger Lennox
- Ann Harding : Caroline Ogden Standish
- Edna May Oliver : Matilda Blake
- Guy Kibbee : Dr Daniel Blake
- Julie Haydon : Frances Standish Lennox
- Donald Cook : Warren Lennox
- Walter Walker : Thomas B. Ogden
- Wally Albright : Roger Standish
- Marilyn Knowlden (en) : Frances Standish
- Harry Holman : Stubby
- Jason Robards Sr. : Lane
- E. H. Calvert : le médecin